# Křesťanská tradice

Typický latinský kříž (katolický)

Typický řecký kříž (pravoslavný)

Ruský pravoslavný kříž

Křesťanské tradice jsou sbírka tradic sestávajících z praktik nebo přesvědčení spojených s křesťanstvím. Tyto církevní tradice mají více či méně autoritu založenou na povaze praktik nebo přesvědčení dané církve a na dané (např. etnické) skupině. Mnoho církví má tradiční praktiky, jako jsou konkrétní vzorce uctívání nebo obřady, které se postupem času vyvinuly. Odchylky od těchto vzorců jsou někdy považovány za nepřijatelné nebo kacířské. Existují určité křesťanské tradice, které se praktikují během celého liturgického roku, jako je každodenní pobožnost během adventu, stavění betlému během vánočního svátku, křídování dveří na den Tří králů, půst během půstu, vítání Krista palmami na Květnou neděli, pojídání velikonočních vajíček během Velikonoc a zdobení kostela v červené barvě na Letnice.  

## Charakteristika
Katolická, pravoslavná, orientální ortodoxní a perská církev rozlišují mezi tím, co se nazývá apoštolská nebo posvátná tradice, a církevními tradicemi. Postupem času se vyvíjejí církevní tradice v teologii, disciplíně, liturgii a bohoslužbách. Církev je může ponechat, upravit nebo dokonce opustit.  Apoštolská tradice je naproti tomu učení, které apoštolové předali ústně, svým příkladem a „jimi ustanovenými institucemi“, mezi nimiž je apoštolská posloupnostbiskupů : „toto živé předávání, uskutečněná v Duchu svatém, se nazývá Tradice“.  "A [svatá] tradice předává ve své celistvosti Slovo Boží, které bylo svěřeno apoštolům Kristem Pánem a Duchem svatým." 
Prima scriptura je podporována anglikánskou a metodistickou tradicí křesťanství, která učí, že Písmo je primárním zdrojem křesťanské doktríny, ale že „tradice, zkušenost a rozum“ mohou podřízeně informovat křesťanskou praxi, pokud jsou v souladu s Biblí.   V metodismu se posvátná tradice odvolává na „církevní konsensuální výklad Bible“ a s ohledem na perspektivu prima scriptura informuje o nauce, jako je ta, která se týká například křtu dětí, v níž se metodistické učení odvolává především na Písmo, spolu s učením církevním otcům a raným metodistickým bohům za podporu této praxe. 
Pro mnoho denominací křesťanství jsou součástí posvátné tradice spisy ante-nicejských otců, nicejských otců a po-nicejských otců . 
V katolické církvi a pravoslavných církvích je posvátná tradice, nikoli však „církevní tradice“, považována za oficiální doktrínu a má stejnou autoritativní váhu jako Bible. V anglikánské a metodistické tradici posvátná tradice spolu s rozumem a zkušeností informuje křesťanskou praxi na úrovni podřízené Písmu posvátnému (viz prima scriptura ). Mezi luteránskou a reformovanou tradicí křesťanství je samotná Bible jedinou konečnou autoritou (viz sola scriptura), ale tradice stále hraje důležitou podpůrnou roli. Všechny tři skupiny obecně přijímají tradiční vývoj nauky o Trojici, například, a stanovují hranice ortodoxie a hereze založené na této tradici. Vyvinuli také vyznání a vyznání, která shrnují a rozvíjejí jejich chápání biblického učení.